# José Oliveira
José Oliveira (sinh ngày 28 tháng 10 năm 1997), là một cầu thủ bóng đá hiện tại thi đấu cho Đội tuyển bóng đá quốc gia Đông Timor.

## Sự nghiệp quốc tế
José Oliveira có màn ra mắt quốc tế trong thất bại 8-0 trước Đội tuyển bóng đá quốc gia Các Tiểu vương quốc Ả Rập Thống nhất ở Vòng loại giải vô địch bóng đá thế giới 2018 vào ngày 12 tháng 11 năm 2015.

### Bàn thắng quốc tế
Tỉ số và kết quả liệt kê bàn thắng của Đông Timor trước.
| #  | Ngày                 | Địa điểm                                  | Đối thủ           | Tỉ số | Kết quả | Giải đấu                 |
| -- | -------------------- | ----------------------------------------- | ----------------- | ----- | ------- | ------------------------ |
| 1. | 11 tháng 10 năm 2016 | Sân vận động Quốc gia, Cao Hùng, Đài Loan | Đài Bắc Trung Hoa | 1–2   | 1–2     | Vòng loại Asian Cup 2019 |